# Naționalismul Islamic Pan-Arab

Un steag cu versete coranice utilizat des de adepți ai Hamas, Hezbollah sau ai Frăției Musulmane

Lumea arabă

Naționalismul islamic pan-arab (Pan-Arab Islamic Nationalism) își are originile în naționalismul arab și adoptă elemente importante din ideologia acestuia, utilizându-le însă într-un cadru islamic. Ín acelaș timp acest curent păstrează multe caracteristici ale naționalismului arab, dar exclude particularitățile de natură laică ale acestei ideologii. Naționalismul Islamic Pan-Arab are două părți importante: naționalismul arab și pan-arabismul.
Naționalismul Islamic Pan-Arab este în general analizat din perspectiva metodelor de 
cercetare ale lui Anthony D. Smith în care sunt cercetate dimensiunile instituționale și culturale ale naționalismului prin prisma unor factori precum statul, teritoriul, limba,
istoria, ritualurile, ceremonialulrile și desigur religia.
Naționalismul islamic pan-arab a fost acceptat atât de organizațiile politice laice, cât și de cele islamice și islamiste din lumea arabă. Acest fapt este demonstrat prin exemple concrete cum ar fi metamorfozarea unor organizații tradițional-laice, precum Fatah, în Teritoriile Palestiniene. Aceste organizații politice au adoptat, începând cu anii 1990, un discurs islamic apropiat de cel al organizațiilor Hamas sau Frăția Musulmană pentru a rezista pe scena politică și pentru a atrage un electorat diversificat, care este în acelaș timp atras puternic și de islamul politic. 

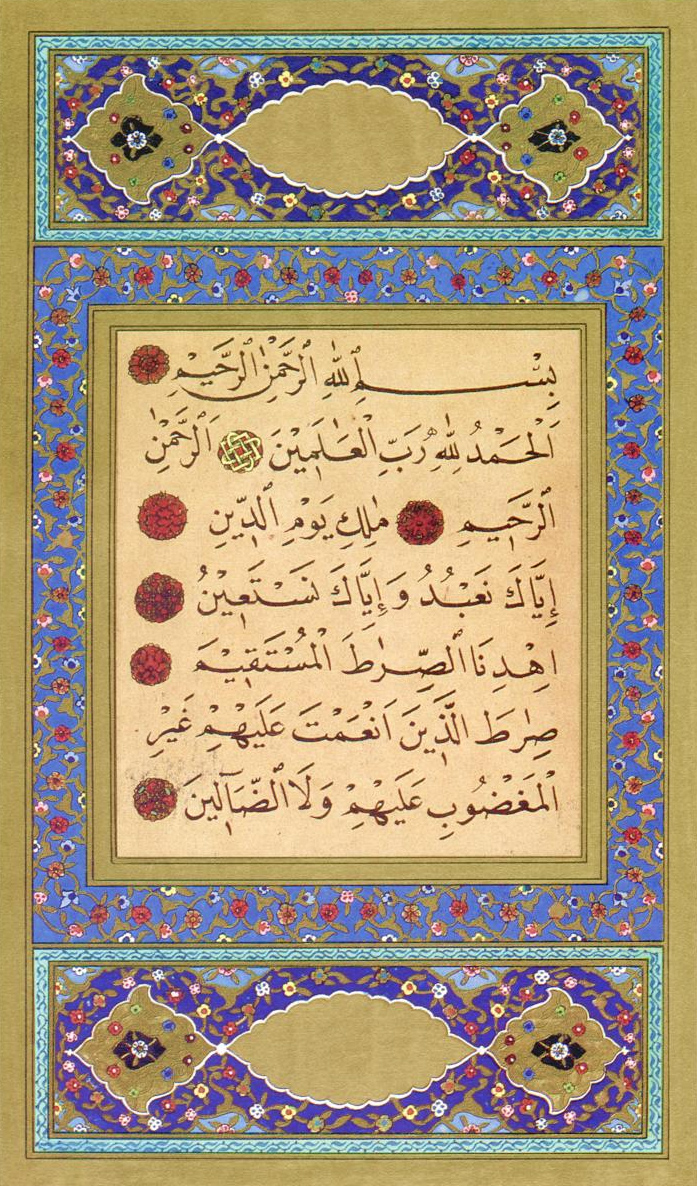
Prima sura într-un manuscript coranic de Hattat Aziz Efendi

Pentru a înțelege în profunzime naționalismul islamic pan-arab este necesară o abordare a acestui fenomen într-un context islamic care să înglobeze nu numai teorii și concepte occidentale ale naționalismului, dar și o teorie islamică a relațiilor internaționale. O astfel de abordare islamică bazată pe principiile Coranului și centrată pe noțiunea de comunitate islamică a credincioșilor (Umma) prezintă acest nou concept de naționalism islamic pan-arab, atât din perspectiva clasică occidentală, cât și din perspectiva islamică prevalentă în lumea arabă. Ín acest fel, naționalismul islamic pan-arab capătă o dublă valență din punct de vedere cultural și religios în lumea arabă. Din punctul de vedere al naționalismului islamic pan-arab, pan-islamismul este un element important, încorporat deja în acest concept. Diferența între cele două noțiuni constă în faptul că naționalismul islamic pan-arab acordă întâietate națiunii arabe. Cu toate că naționalismul islamic pan-arab acceptă pan-islamismul, promotorii acestui current văd unitatea arabilor sub religia islamică ca un pas necesar pentru unitatea islamică la nivel mondial, după cum este propovăduită de Coran. Diferența dintre aceste două curente constă și în faptul că naționalismul islamic pan-arab este considerat un obiectiv realizabil în viitorul apropiat și mediu ca armă în lupta impotriva guvernelor laice arabe dar și ca instrument pentru promovarea unitații statelor arabe.
De asemenea, naționalismul islamic pan-arab este fondat pe conceptele
naționalismului laic clasic dar și pe perceptele islamice. Această nouă formă de
naționalism acceptă pentru prima dată, atât naționalismul unor gânditori islamici, precum Hassan Al Banna și Sayyid Qutb, care au luptat pentru independență de sub ocupația colonială britanică, dar și naționalismul laic al lui Gamal Abdel Nasser.
Naționalismul islamic pan-arab a fost acceptat de către arabi deoarece aceștia ar
dori să găsească o alternativă islamică la politicile laice și de multe ori dictatoriale ale
guvernelor lor. Cu toate că noua factură islamică a mișcării pan-arabe ar putea fi
considerată de asemenea pan-islamică, acest al doilea aspect nu este cel principal, din
două motive. În primul rând, naționaliștii islamici pan-arabi consideră că trăsătura
dominantă a islamului este cea arabă. În al doilea rând, curentul pan-islamist este acceptat
de naționaliștii islamici pan-arabi doar din prisma unui obiectiv religios îndepărtat și nu a
unui scop precis pe termen scurt.
Dan Stoenescu argumentează că naționalismul islamic pan-arab este un fenomen nou în lumea arabă și reprezintă cea mai nouă manifestare a naționalismului arab modern dintr-o perspectivă islamică. Acest nou tip de naționalism a apărut în 1987, odată cu prima Intifadă, și a fost capabil să încorporeze atât conceptul de pan-arabism cât și cel de naționalism islamic și s-a erijat în curentul dominant în lupta arabilor împotriva laicității și influenței occidentale în lumea arabă..